# Relaciones Alemania-Azerbaiyán
Las Relaciones Alemania-Azerbaiyán (en azerí: Almaniya–Azərbaycan münasibətləri) son las relaciones diplomáticas entre Azerbaiyán y Alemania, que se iniciaron el 20 del febrero de 1992. La embajada de Azerbaiyán en Alemania entró en funcionamiento el 2 del septiembre de 1992 y la embajada de Alemania en Azerbaiyán - el 22 del septiembre del mismo año. 

## Historia de las relaciones
Los azerbaiyanos y alemanes tienen las relaciones históricos. A lo largo de casi dos siglos (XIX-XX) en Azerbaiyán habitaba el pueblo alemán, se funcionaban la comunidad luterana, escuelas alemanes, se editaban los periódicos alemanes, se fundaron las colonias alemanes. 
Las relaciones entre Alemania y Azerbaiyán se empezaron en la segunda mitad del siglo XIX a saber, cuando la empresa alemana Los hermanos de Siemens construyeron la fundición de cobre en Gedebey.
En el período 2004-2017 se registraron 201 empresas alemanas en Azerbaiyán.
En 2018, el volumen de negocios comercial entre Azerbaiyán y Alemania ascendió a aproximadamente 1.900 millones de dólares estadounidenses.
El 12 de junio de 2019, el presidente del Milli Madzlis de la República de Azerbaiyán, Ogtay Asadov, se reunió con una delegación encabezada por el vicepresidente del Bundestag alemán Thomas Oppermann.

## Misiones diplomáticas residentes
- Alemania tiene una embajada en Bakú.[3]
- Azerbaiyán tiene una embajada en Berlín.[4]